# Fredrik Bennet (ämbetsman)
Fredrik Bennet, född 29 augusti 1723 på Bälteberga i Ottarps socken, Malmöhus län, död där 24 april 1790, var en svensk friherre och ämbetsman. Han var far till Wilhelm, Carl Fredrik och Jacob Rutger Bennet.

## Biografi
Fredrik Bennet var son till Wilhelm Bennet och Magdalena Barnekow. Han blev auskultant i Göta hovrätt 1745, hovjunkare samma år, vice häradshövding 1747, häradshövding i Ingelstads, Herrestads, Järrestads och Ljunits häraders domsaga och genom bytte 1754 häradshövding i Onsjö, Luggude och Rönnebergs domsaga. Bennet erhöll ceremonimästares titel 1760. Han blev lagman i Halland 1769 och erhöll 1777 landshövdings avsked. Bennet blev riddare av Nordstjärneorden 1775.